# Dúo (novela)
Dúo es una novela publicada en 1934 de la escritora francesa Colette. La historia se centra en un matrimonio que pasa sus vacaciones en el sur de Francia y que deben lidiar con el hecho de que la esposa ha sido infiel. La película Viaggio in Italia de Roberto Rossellini de 1954 se basa libremente en la novela, pero no está acreditado por problemas de derechos de autor.

## Recepción
Margaret Wallace de The New York Times escribió: "Dúo es una obra breve. En comparación con las novelas anteriores de Colette da -y esto es extraño, porque nada de lo que ha escrito ha parecido nunca superficial o inmaduro- una impresión de mayor profundidad y madurez. Es, en conjunto, una obra más limpia y dura de lo que uno esperaba de Colette en el pasado. Es menos amanerada, despojada sin piedad de todo lo decorativo u ornamental, incluso del ingenio por el ingenio."